# Armand Thirard
Armand Henri Julien Thirard (* 25. Oktober 1899 in Nantes; † 21. November 1973 in Colombes) war ein französischer Kameramann.

## Biografie
Thirard arbeitete nach dem Ersten Weltkrieg im Theater, in erster Linie als Schauspieler. 1925 nahm er seine Tätigkeit als Kameramann auf und arbeitete zunächst als Assistent und ein Jahr später als einfacher Kameramann. Zu seinen Lehrmeistern zählten u. a. René Guychard und Georges Périnal. Anfang der 1930er Jahre stieg er zum Chefkameramann auf und war an etlichen Unterhaltungsfilmen beteiligt. Den Höhepunkt seines Schaffens erreichte er nach dem Zweiten Weltkrieg. In dieser Zeit arbeitete er etliche Male mit Henri-Georges Clouzot zusammen und war an Filmen wie Manon oder Lohn der Angst beteiligt. Ab 1956 übernahm er dann die Kameraarbeit bei den ersten Filmen von Roger Vadim. Seine letzte Tätigkeit im Filmgeschäft war die eines Beraters bei dem Film Das Superhirn im Jahr 1969. In seiner mehr als 40-jährigen Tätigkeit übernahm Thirard bei mehr als 100 Filmen die Kameraarbeit.

## Filmografie (Auswahl)
- 1929: Irene Rysbergues große Liebe (Maman Colibri)
- 1929: Das Paradies der Damen (Au Bonheur des Dames)
- 1930: David Golder
- 1931: Der Ball
- 1932: Die fünf verfluchten Gentlemen
- 1934: Menschen im Norden (Maria Chapdelaine)
- 1935: Blutsbrüder 1918 (L’Équipage)
- 1936: Mayerling
- 1937: Der Dickschädel (Gribouille)
- 1938: Hôtel du Nord
- 1939: Lebensabend (La Fin du jour)
- 1939/41: Schleppkähne (Remorques)
- 1942: Symphonie der Liebe (La symphonie fantastique)
- 1942: Der Mörder wohnt Nr. 21 (L'assassin habite au 21)
- 1947: Schweigen ist Gold (Le Silence est d'or)
- 1947: Unter falschem Verdacht (Quai des Orfèvres)
- 1949: Manon
- 1950: Miquette et sa mère
- 1951: Atoll K
- 1952: Die Schönen der Nacht (Les Belles de nuit)
- 1953: Lohn der Angst (Le Salaire de la peur)
- 1955: Die Teuflischen (Les Diaboliques)
- 1956: Und immer lockt das Weib (Et Dieu… créa la femme)
- 1958: Sei schön und halt den Mund (Sois belle et tais-toi)
- 1958: Das Mädchen aus Hamburg (La fille de Hambourg)
- 1959: Der Sturm bricht los (Le vent se lève)
- 1959: Babette zieht in den Krieg (Babette s'en va-t-en guerre)
- 1960: Die Wahrheit (La vérité)
- 1960: Stunden voller Zärtlichkeit (Moderato cantabile)
- 1961: Lieben Sie Brahms? (Goodbye Again)
- 1962: Das ist nichts für kleine Mädchen (Lemmy pour les dames)
- 1965: Im Reich des Kublai Khan (La fabuleuse aventure de Marco Polo)
- 1966: Heiße Nächte (Soleil noir)
- 1967: San Sebastian (La Bataille de San Sebastian)